# Lycaena mathewi
Lycaena mathewi är en fjärilsart som beskrevs av William Henry Miskin 1890. Lycaena mathewi ingår i släktet Lycaena och familjen juvelvingar. Inga underarter finns listade i Catalogue of Life.